# Erigonoplus ninae
Erigonoplus ninae är en spindelart som beskrevs av Andrei V. Tanasevitch och Victor Fet 1986. Erigonoplus ninae ingår i släktet Erigonoplus och familjen täckvävarspindlar.
Artens utbredningsområde är Turkmenistan. Inga underarter finns listade i Catalogue of Life.